# Jan Mayzel
Jan Mayzel (Milanówek, 5 de enero de 1930 - Varsovia, 28 de diciembre de 2021) fue un actor de doblaje, teatro y cine polaco.

## Carrera
En 1955 se graduó en la PWST de Cracovia. El actor ha actuado en teatros tales como: público joven en Cracovia, de 1955 a 1957, Powszechny en Varsovia desde 1957 a 1967, Comedia en Varsovia entre 1968 y 1984 y 1987 a 1990, el drama en Elblag entre 1984 y 1986, el drama en Varsovia entre de 1986 y 1987, del Norte en Varsovia de 1990 a 1991.
Su primera esposa fue Zofia Kucówna. La segunda es Zofia Merle, con quien tuvieron un hijo, Marcin (nacido el 21 de abril de 1971 y fallecido el 2 de julio de 2013).

## Filmografía
- 1957: Julio lluvioso - estudiante
- 1963: Las dos costillas de Adam - ingeniero Leszek Nowicki
- 1965: Frente subterráneo - conspirador, amigo de Rysiek (episodio 3)
- 1980: Point of View - oficial de ZUS (episodios 3 y 6)
- 1980: Oso de peluche
- 1980: La vida pecaminosa de Franciszek Buła
- 1981: En la bañera - miembro del comité de empresa
- 1981: La guerra más larga de la Europa moderna - Padre Superior del monasterio (ep.7)
- 1982: Si nos encontramos : el principio
- 1982: Let the Mara - Shoe Maker Fly You
- 1984: Seven Wishes - gerente del restaurante "Bajka"
- 1986: Suplentes - Un hombre que quería comprar un coche.
- 1986: Héroe del año : un hombre *que trabaja con Danielaki.
- 1987: Kingsajz - portero en "Victoria"
- 1988: Akwen Eldorado - Krążek, socio de la pandilla
- 1989: Janka - un hombre en una posada (episodio 10)
- 1989: Después de la caída - archivero
- 1991: Game over - gerente de una tienda departamental
- 1992: Una vida de soltero en el exilio : un capataz en una mina
- 1993: Two Moons - un secretario magistrado
- 1995: papá - taxista
- 1995: Coronel Kwiatkowski - recepcionista en el hotel "Polonia"
- 1999 : Los Tigres de Europa - el guardián del aeropuerto
- 2000-2010: Para bien o para mal - paciente \ propietario de piso \ Franciszek Kwiecień
- 2001 : Marshal Piłsudski - un médico que inyecta Piłsudski
- 2002: Klan - profesor Białkowski, pediatra y alergólogo que examina a Paweł Lubicz jr
- 2004: criminales - abogado (ep. 5)
- 2004: Pensjonat pod Różą - notario público Kulwikowski (protagonizó 1 episodio)
- 2007: Ryś - Cieszkowski
- 2007: Pitbull
- 2007: Cenicienta - el anciano
- 2018: El último traje - Piotrek
- 2020: Zieja - prelado Chełmicki

### Doblaje polaco
- 2004: El rancho con cuernos - Larry
- 2001: Perros y gatos
- 2000: 102 dálmatas - Inspector Armstrong
- 1993-1997: El mundo feliz de Richard Scarry
- 1988-1993: Conde Kaczula
- 1976: Yo, Claudio - Sentor
- 1975: Maja la abeja - Mr.Biedronka
- 1973: Robin Hood - Hermano Tuck
- 1961: 101 dálmatas